# Burgstall Emmenhausen

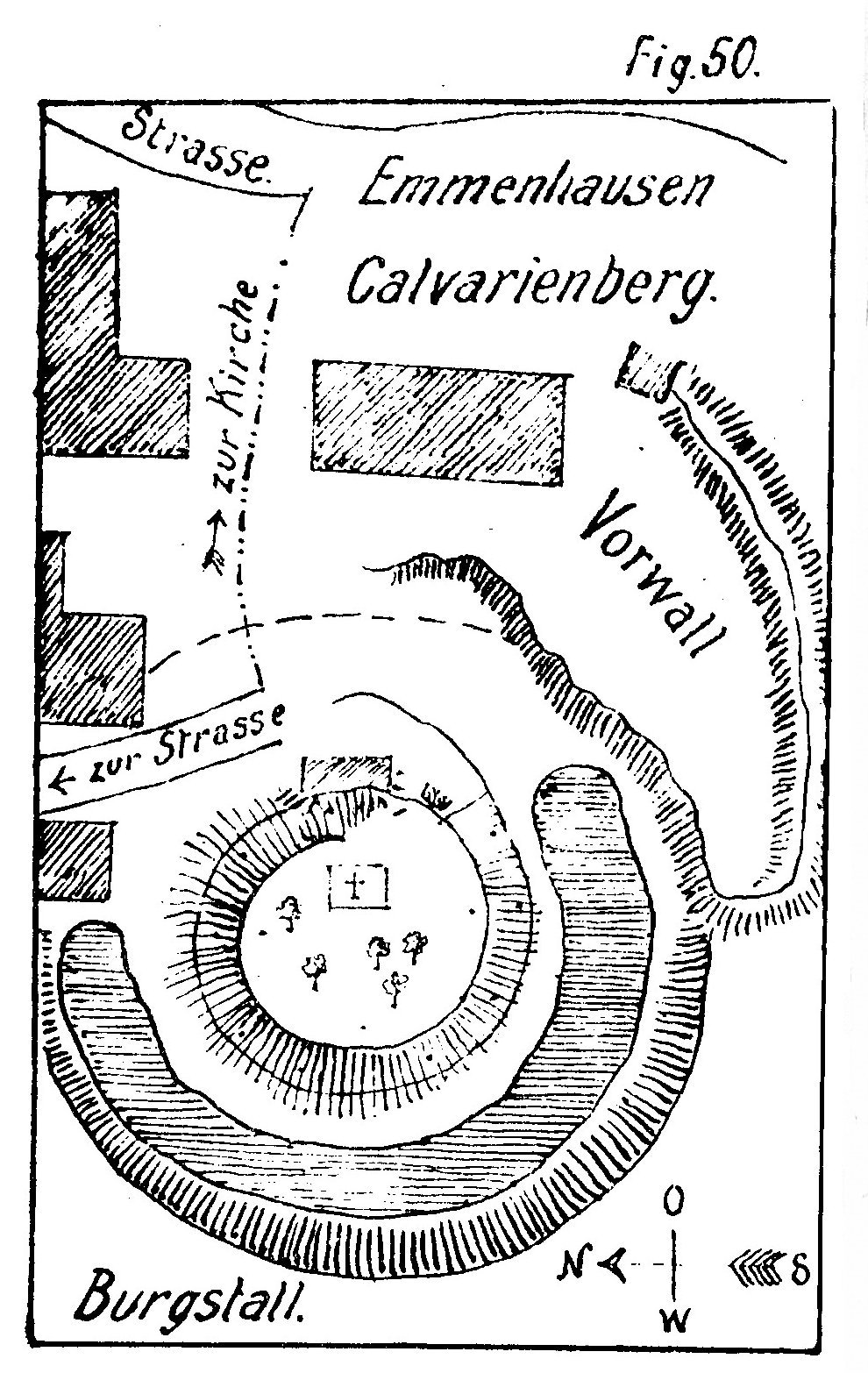
Plan des Burgstalles von 1899

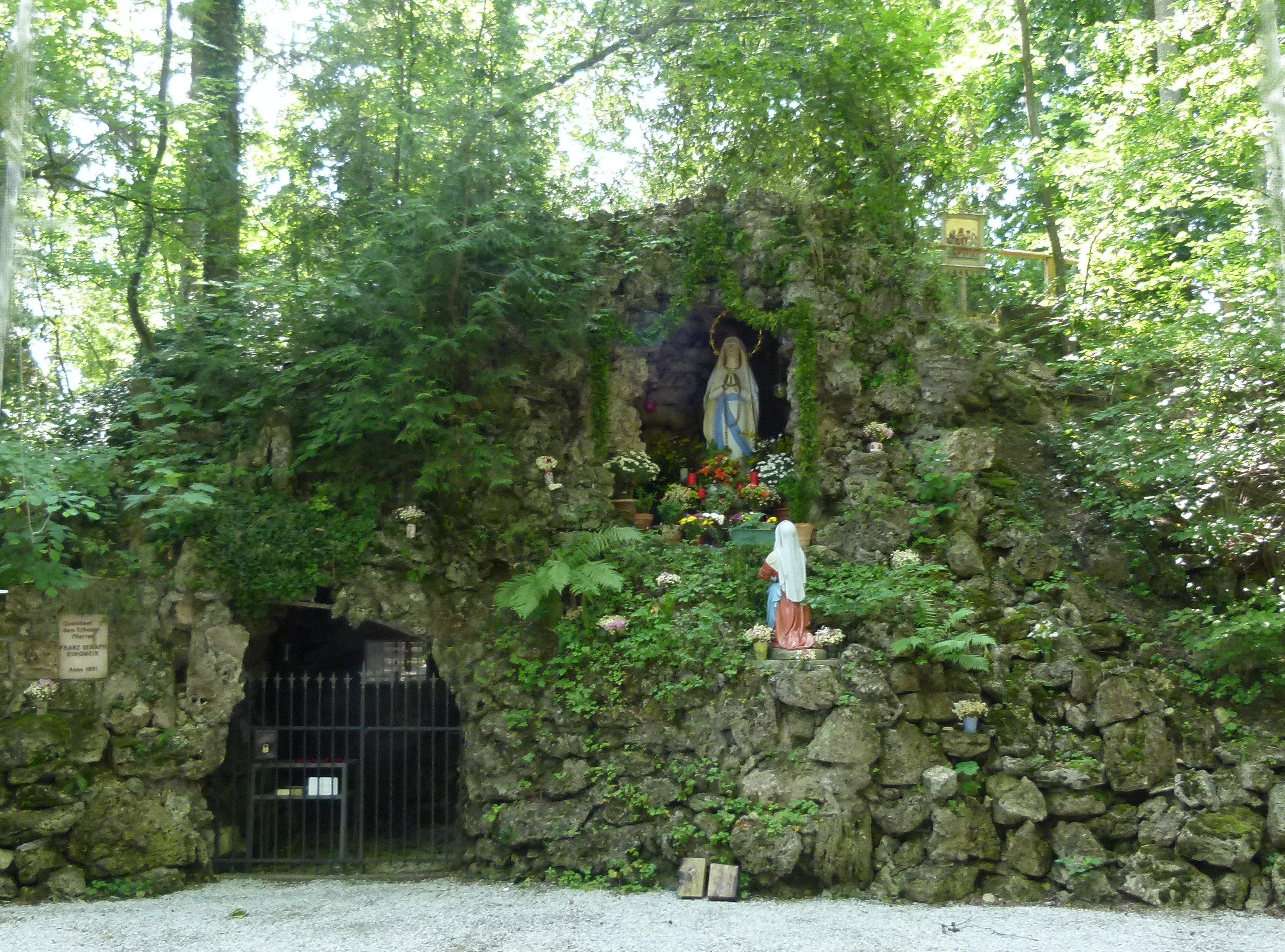
Lourdesgrotte

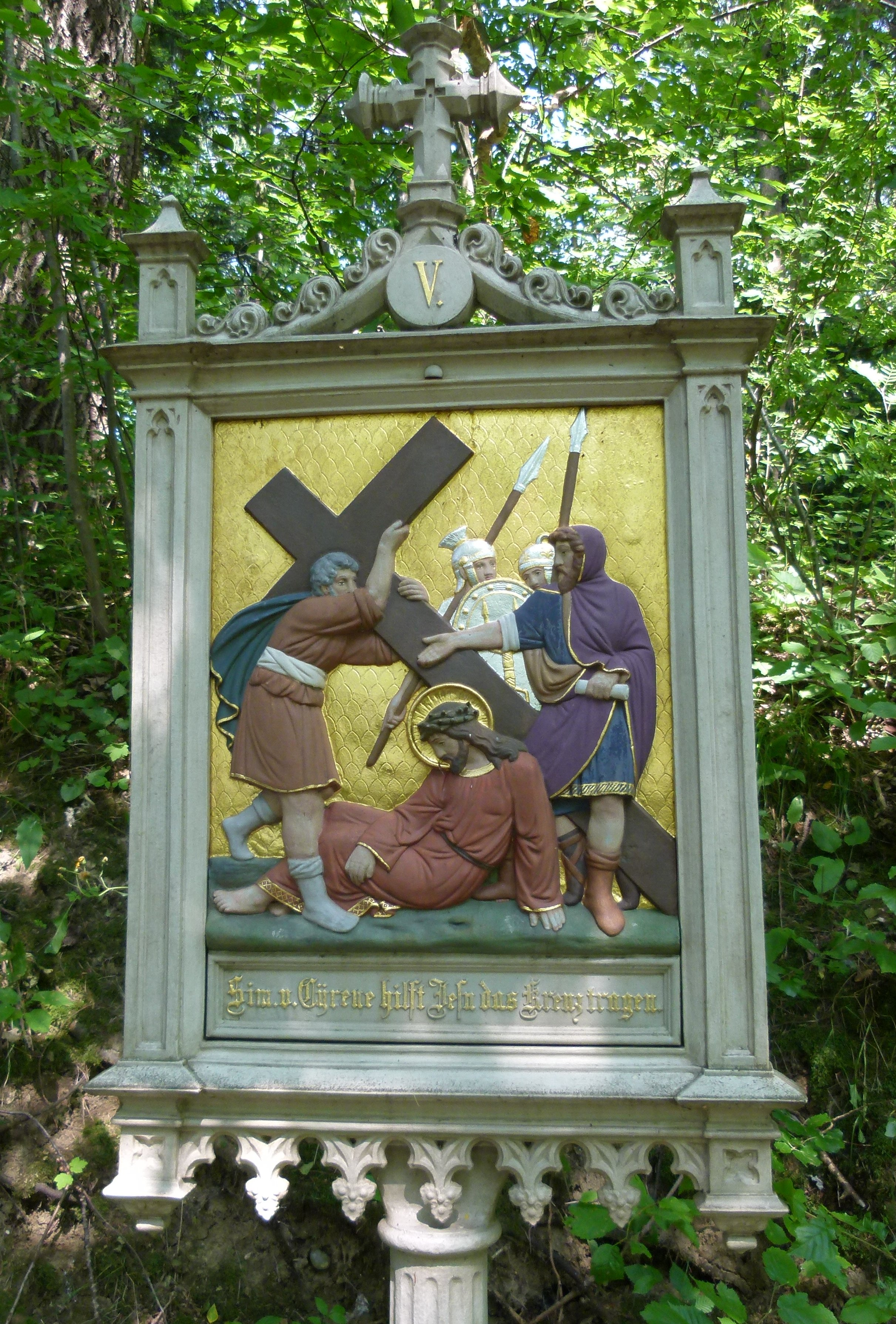
Kreuzwegtafel

Der Burgstall Emmenhausen ist eine abgegangene Burg in Emmenhausen, einem Ortsteil der Gemeinde Waal im Landkreis Ostallgäu.

## Beschreibung
Rund 300 Meter südwestlich der Pfarrkirche am westlichen Ortsausgang erhebt sich ein 10 bis 15 Meter hoher kreisrunder Hügel, der mit Bäumen bestanden ist. Die künstlich geschaffene Anlage hat einen Durchmesser von etwa 50 Meter. Der sie ursprünglich vollständig umgebende Graben ist auf der Süd- und Westseite noch gut zu erkennen. Teilweise ist er mit Wasser verfüllt, der Rest ist versumpft.
Raiser berichtet 1829, das dort noch altes Gemäuer zu finden sei. Es waren wohl die Reste eines Wohnturmes auf der Motte. Der Turm wird noch 1573 in einem Dokument erwähnt. Sogar von einem „verborgenen Gang“ ist die Rede. Der noch 1899 erwähnte Vorwall ist schon lange eingeebnet worden.

## Geschichte

### Burg
Emmenhausen war ab der Mitte des 12. Jahrhunderts im Besitz eines Ortsadelgeschlechtes. Bekannt sind „Werimar de Emmenh.“ und „Wernherus de Emmenhusen“. Sie beurkunden Schenkungen, einmal in der Umgebung hochstiftischer Ministerialen und einmal in welfischer. Es ist anzunehmen, dass die Ortsinhaber ihren Wohnsitz in dieser Burg hatten.
Im 14. Jahrhundert gehörte Emmenhausen den Rittern von Nordholz, deren Stammsitz bei Rennertshofen (Illertissen) lag. Genannt sind die Brüder Wigelais, Pilgrim und Eitel von Nordholz. Von ihren Erben wurde die Herrschaft mit der „Burg Hemmenhausen“ 1420 an den Kaufbeurer Patrizier Ulrich Honold (* um 1390; † 1466) verkauft.
Weil die Honolde damals hauptsächlich in Kaufbeuren oder Augsburg lebten, ist zu vermuten, dass die alte Turmhügelburg von ihnen nicht bewohnt wurde. Ab 1474 begannen sie, in Emmenhausen „von Grund aus neu“ ein Schloss erbauen zu lassen. Dort kamen das 13. (* 1482) und 14. Kind (* 1484) des Anton I. Honold zur Welt.
Auf der alten Burgstelle richtete er dagegen offenbar bald darauf einen Vogelherd ein. Das war nicht rechtmäßig, denn nur dem Hochstift Augsburg stand das Jagdrecht in der Herrschaft Emmenhausen zu. Wegen der guten Beziehungen zu den Augsburger Fürstbischöfen blieb das zunächst ungeahnt und Bischof Christoph von Stadion und sein Nachfolger Otto von Waldburg seien zu dem Vogelherd gekommen und hätten dort „Kurzweil gesucht“. Das behauptete jedenfalls Hans III. Honold, nachdem es mit dem nächsten Bischof Eglof zu Knöringen zu einem Rechtsstreit gekommen war.
Der Hintergrund der Differenzen war, dass Bischof Eglof, ein erklärter Gegner der Reformation, dem sich zum evangelischen Glauben bekennenden Hans Honold das Recht auf einen Vogelherd nicht mehr einräumen wollte. Eglof befahl deshalb 1573 seinem Jäger in Denklingen, die Anlage zu zerstören. Der Beamte ließ darauf den Vogelherd „zerhacken“ und „verwüsten“, indem er den Ofen und die Fenster zerschlagen ließ. Er habe die Lockvögel und die Netze („Garn“) beschlagnahmt und den Vogler gefangen genommen. Diesen habe er erst nach einer viertel Meile Weges freigelassen, nachdem dieser versprochen hatte, sich „wiederzustellen“. Darüber beschwerte sich Hans Honold in einem Schreiben vom 29. September 1573 an Bischof Eglof. Er habe diesen Vogelherd, der schon seit 50 und mehr Jahren bestehe, von seinen Voreltern ererbt. 1525 hätten ihn die aufständischen Bauern – „sampt dem Thurm so dabey“ – zu ihrer Gegenwehr innegehabt.
Die Beschwerde Honolds hatte keinen Erfolg. Ein Schreiben der bischöflichen Kanzlei vom 14. Oktober 1573 zeigt, dass der Streit schon früher begonnen hatte. Bereits vor ungefähr 16 Jahren sei ihm, Honold, vom Amtmann in Buchloe, Christoph von Bollstatt, ein Vogelherd „zerrissen“ worden und dann noch einmal vor sechs oder sieben Jahren. Außerdem habe Honold beim Amtsantritt des Bischofs um „vergunst des Waidwerks“ angesucht. Das passe nicht zusammen.
In der Erwiderung ging Honold nicht auf sein Gesuch um Bewilligung eines Jagdrechts ein, sondern machte geltend, dass die von Bollstatt zerstörten Vogelherde nicht von ihm, sondern seinen Bauern errichtet worden seien. Man habe sie wieder abgeschafft, weil die Bauern das Bestandsgeld nicht bezahlt hätten.
Der Rechtsstreit zog sich bis Mitte 1574 hin, wo Hans Honold durch seinen Anwalt Dr. Hafner Klage beim Reichskammergericht in Speyer einreichen wollte. Dem Akt liegt ein (undatiertes) Schreiben an den Kaiser bei, worin der Sachverhalt noch einmal dargestellt ist. Er, Honold, habe jederzeit die Türkenhilfe bezahlt, was beweise, dass er ein Mitglied der reichsunmittelbaren Ritterschaft sei. Er bitte deshalb seine kaiserliche Majestät, dass eine „Fürschrift“ an den Bischof abgesandt werde, damit seine alten Rechte wiederhergestellt würden.
Etwa gleichzeitig aber beauftragte Honold einen Dr. Johann Jakob Friedl, mit der bischöflichen Regierung die Jagbarkeit berürent zu Emenhausen zu verhandeln. Honold bot dabei an, für ein Mitjagdrecht zu bezahlen. Das 24. Schriftstück der Akte ist dann auch eine (noch undatierte) Verpflichtungserklärung des Honold, dass er für die ihm bewilligten zwei Vogelherde (einen großen und einen kleinen) jährlich am St. Gallustag dem Vogt zu Buchloe eine Summe Geldes bezahlen werde. Bei Widerruf werde er sie zurückstellen.
Im Dezember des Jahres, nachdem der Vertrag immer noch nicht abgeschlossen war, bat Honold um die mündliche oder schriftliche Genehmigung der Vereinbarung, weil „die Krammetvögel jetzt gar gut zu fangen wären“. Außerdem äußerte er den Wunsch, auch Füchse und Hasen jagen zu dürfen, ohne dass dem Bischof ein Nachteil an seinem Recht auf das Wildbret entstehe.
Die endgültige Genehmigung lag vermutlich erst Mitte des nächsten Jahres vor. Am 17. Juni 1575 erhielt Honold eine Mitteilung eines Schwagers, dass der Bischof „gnediglich gnug“ gewesen sei und dass Honold mit der Zeit vielleicht noch mehr erreichen könne. Letzteres ist offenbar tatsächlich eingetreten, denn im Jahre 1591 – 16 Jahre danach – schrieb Honold an Bischof Johann Otto von Gemmingen, dass seine Vorgänger, Bischof Eglof und auch Bischof Marquard II. vom Berg ihm in einem bestimmten Bezirk die Jagd auf Füchse, Hasen und Rehe erlaubt hätten. Nachdem dieses Recht durch den Tod Marquards († 1591) erloschen sei, bitte er um die weitere Verleihung des Mitjagdrechtes. Dem Gesuch schlossen sich auch Marx und Hans Fugger an, was zeigt, dass Honold einflussreiche Freunde hatte.
Nach dem Verkauf der Herrschaft Emmenhausen 1609 an das Kloster Hl. Kreuz in Augsburg wird der Vogelherd wohl nicht mehr genutzt worden sein. Am Ende des 18. Jahrhunderts wurde nur noch „von einem versunkenen Schloss auf dem Burgstadl“ erzählt.

### Kalvarienberg
Der heutige Kalvarienberg verdankt sein Entstehen dem Pfarrer Franz Seraph Ringmeir. Bald nachdem er in Emmenhausen aufgezogen war, erwarb er 1890 von den Eheleuten Bruggmoser (Hausnummer 28, „beim Wiedemann“) das Gelände des Burgstalles. Noch im gleichen Jahr wurde unter großer Beteiligung der Bevölkerung von Emmenhausen und Bronnen der verfüllte Burggraben auf drei Seiten wieder ausgehoben. Auf der Ostseite schuf man einen „geeigneten Vor- und Festplatz“. Dort entstand eine Lourdesgrotte, zu der 1.200 Zentner feine Tuffsteine aus Polling und 200 Zentner aus Ellingen in Thüringen herangeschafft wurden. Der Landsberger Steinmetzmeister Xaver Sepp sollte sie so herstellen, dass sie möglichst große Ähnlichkeit zu der in Lourdes bekam. 1892 wurde der Festplatz vor der Grotte mit Kastanienbäumen bepflanzt.
Zur Spitze des ehemaligen Burghügels ist damals spiralförmig ein Weg angelegt worden, der oben zu einem Christus am Kreuz führte. Bis 1884 wurden neben diesem Weg neugotische Kreuzwegtafeln aufgestellt und der Christus durch die Statuen seiner Mutter Maria und des Hl. Johannes zu einer Kreuzigungsgruppe vervollständigt. Alle gusseisernen Figuren sind von C. Nikolaus Martin aus Würzburg geliefert worden, stammen aber wohl von der Berg- und Hüttenverwaltung Achental im Chiemseegebiet.
Jedes Jahr feiert die Pfarrgemeinde den Tag des Kirchenpatrons St. Ulrich mit einem Gottesdienst auf dem Festplatz vor der Lourdesgrotte.